# オトせ!
『オトせ!』は、日本テレビで放送されていたバラエティ番組である。

## 概要
お笑い芸人が素人などのつまらない話を笑いでオチをつける。

## 出演者
MC
- 千原ジュニア（千原兄弟）

プレイヤー
- 放送リストを参照。

ゲスト
- 桐谷美玲

2017年12月11日のスペシャルに出演。

## 放送リスト

### 単発特番
| 放送日         | 放送時間     | プレイヤー | 備考                       |
| -------------- | ------------ | --- | -------------------------- |
| 2016年11月1日  | 0:59 - 1:29  | ケンドーコバヤシ、コカドケンタロウ（ロッチ）、飯尾和樹（ずん）、くっきー（野性爆弾）                                                                  | 関東ローカル               |
| 2017年2月1日   | 23:59 - 0:54 | 岡田圭右（ますだおかだ）、木下隆行（TKO）、コカドケンタロウ（ロッチ）、小峠英二（バイきんぐ）、田中卓志（アンガールズ）、大悟（千鳥）、礼二（中川家） | プラチナイト枠・全国ネット |
| 2017年12月11日 | 0:09 - 1:04  | ケンドーコバヤシ、河本準一（次長課長）、小宮浩信（三四郎）、サンシャイン池崎、友近、西田幸治（笑い飯）、平野ノラ                                      | プラチナイト枠・全国ネット |

### レギュラー放送
| 放送回 | 放送日        | プレイヤー | 備考 |
| ------ | ------------- | --- | ---- |
| 1      | 2017年8月31日 | 岡田圭右（ますだおかだ）、礼二（中川家）、土屋伸之（ナイツ）、コカドケンタロウ（ロッチ）                                       |      |
| 2      | 2017年9月7日  | ケンドーコバヤシ、くっきー（野性爆弾）、飯尾和樹（ずん）、大悟（千鳥）                                                         |      |
| 3      | 2017年9月14日 | 橋本直（銀シャリ）、小宮浩信（三四郎）、サンシャイン池崎、福徳秀介（ジャルジャル）、長谷川忍（シソンヌ）、誠子（尼神インター） |      |
| 4      | 2017年9月21日 | 伊達みきお（サンドウィッチマン）、藤本敏史（FUJIWARA）、塙宣之（ナイツ）、木下隆行（TKO）、石田明（NON STYLE）                 |      |
| 5      | 2017年9月28日 | 礼二（中川家）、大悟（千鳥）、誠子（尼神インター）、伊達みきお（サンドウィッチマン）                                           |      |

## スタッフ
- 企画・演出：中村文彦
- ナレーター：立木文彦
- 構成：カツオ　尾崎ヒロヒト
- リサーチ：中山優子
- TM：新名大作
- SW：小林宏義
- CAM：矢作陽一
- MIX：高木哲郎
- VE：弓削聡
- 照明：高橋正彦
- CG：古川滋彦
- モニター：インターナショナルクリエイティブ
- 編集：生田隼
- MA：森川享祐
- 音効：浅井孟義
- 美術：山本澄子
- デザイナー：北村春美
- 大道具：山田政寿
- 電飾：鈴木雄蒔
- メイク：畠山紗矢香
- 衣装協力；HANABISHI
- 技術協力：NiTRO
- 美術協力：日テレアート
- デスク：宮沢薫
- TK：長坂真由美
- 演出補：濱本理子、井上智晶、小林愛、鎌本まどか、山岡弘和、田口順平、新井由佳子
- AP：小菅剛
- 広報：中田直子
- メディアデザイン：佐野絵梨
- ディレクター：関口拓、吉濱明秀、陣崎行夫、山村祐一、本田拓也、松尾郁弥、中野栞里、田場亮耶
- チーフディレクター；山田大樹
- プロデューサー：井原亮子、久道恵、深谷圭二、長嶺望、飯田知佳、宮木千佳
- チーフプロデューサー：松岡至
- 制作協力：AXON、極東電視台
- 製作著作：日テレ